# Alleyrac
Alleyrac é uma comuna francesa na região administrativa de Auvérnia-Ródano-Alpes, no departamento de Alto Loire. Estende-se por uma área de 11,73 km². Em 2010 a comuna tinha 126 habitantes (densidade: 10,7 hab./km²).